# Dezīān
Dezīān (persiska: دزیان) är en ort i Iran.   Den ligger i provinsen Semnan, i den nordöstra delen av landet, 400 km öster om huvudstaden Teheran. Dezīān ligger 1 229 meter över havet och antalet invånare är 200.
Terrängen runt Dezīān är varierad. Runt Dezīān är det mycket glesbefolkat, med 5 invånare per kvadratkilometer. Närmaste större samhälle är Bīārjomand, 18,3 km nordväst om Dezīān. Trakten runt Dezīān är ofruktbar med lite eller ingen växtlighet.